# Benedetto Riposati
Benedetto Riposati (Cabbia di Montereale, 14 marzo 1903 – Rieti, 3 settembre 1986) è stato un presbitero, latinista e filologo classico italiano.

## Biografia
Allievo di mons. Massimo Rinaldi, compì i suoi studi alla Università Cattolica di Milano dove si laureò in Lettere nel 1935; studiò anche a Berlino, dove si perfezionò con Johannes Stroux, Wolfgang Schadewaldt, Ludwig Deubner, Eduard  Schwyzer. Ordinato sacerdote nel 1929, fu monsignore e nunzio apostolico in Spagna. Insegnante liceale a Rieti, Viterbo e Roma, legato per tutta la sua vita soprattutto alla prima, dove visse a lungo e che gli concesse la cittadinanza onoraria, nel 1942 conseguì la libera docenza in Letteratura latina. Come Ordinario di Letteratura latina, insegnò presso l'Università Cattolica di Milano dal 1943 al 1978. Tenne l'insegnamento di Letteratura latina presso la Facoltà di Magistero dal 1943 al 1948 anche nell'Apostolico Istituto di Castelnuovo Fogliani. Nel 1974 fondò a Rieti il Centro di Studi Varroniani che promosse nel corso degli anni importanti congressi internazionali su Varrone Reatino. Al Centro di Studi Varroniani ha lasciato in eredità la sua vasta biblioteca (30 000 volumi circa), tuttora fruibile, che fu sistemata presso Palazzo Potenziani Fabri divenendo la Biblioteca Benedetto Riposati, oggi ospitata presso la Biblioteca della Fondazione Varrone nel nuovo complesso delle "Officine Fondazione Varrone" in Largo San Giorgio.

## Pubblicazioni
Fu autore di una rinomata '’Storia della Letteratura latina'’, Milano 1967, ma di lui si ricorda anche una grande produzione di studi incentrata in particolare su Varrone e Cicerone.
Fra le sue opere si ricordano: l'edizione critica dei frammenti di '’M. Terenti Varronis de vita populi Romani'’, Milano 1939 (II ed. 1972); '’Studi sui Topica di Cicerone'’, Milano 1947; '’Problemi di retorica antica'’, in AA.VV., '’Introduzione alla filologia classica'’, Milano 1951, pp. 657-787; '’Bibliografia varroniana'’ (in collaborazione con Aldo Marastoni), Milano 1974; '’La retorica'’, in  AA.VV., '’Introduzione allo studio della cultura classica'’, Milano 1975, II vol., pp. 93-115;  '’Scritti scelti tra antico e moderno'’, Rieti 1986, scritti minori in quattro volumi che spaziano, come recita il titolo, dall'antico al moderno. I suoi allievi si sono fatti promotori di apprestare una raccolta di studi in suo onore, AA. VV., '’Studi su Varrone, sulla retorica, storiografia e poesia latina. Scritti in onore di B. Riposati'’, Rieti-Milano 1979.